# VHS突擊步槍
VHS（意為：克羅地亞製多用途機槍）是一系列由克罗地亚槍械製造商HS Produkt公司所研製及生產的犢牛式突击步枪，發射5.56×45毫米北約口徑制式步枪子彈。
VHS突擊步槍首次在2007年的iKA展覽之中展出，每年克羅地亞的資料顯示，在卡爾洛瓦茨市中展出。開發的原因是因為克羅地亞軍隊的一份招標，需要按照著北約標準設計的新式單兵步槍裝備，並且預計會在2012年將克羅地亞軍隊所裝備的各種AK的衍生型（包括扎斯塔瓦M70、APS-95）全部取代。
2013年4月，HS Produkt公司推出一款全新的改進型版本，並且命名為VHS-2。
2022年1月，春田公司宣布會把VHS-2的半自動民用型以惡徒（Hellion）之名進口到美國。

## 歷史

### 發展
1990年代初期的克羅埃西亞戰爭使克罗地亚成功脫離前南斯拉夫聯邦得以獨立。在該戰爭期間，克羅地亞軍隊主要使用武器為前南斯拉夫聯邦時期的各種AK的衍生型（包括扎斯塔瓦M70、APS-95）；一些民兵或特種部隊單位也使用了FN FAL或是SAR 80參戰。
1992年，在克羅埃西亞戰爭期間，由克罗地亚的私有的工業零件公司：I.M.金屬工廠（現在名為HS Produkt）以下的馬爾科·武科維奇領導的設計團隊正在開發新的犢牛式突击步枪。它們首先製造出一枝犢牛式衍生型的7.62毫米卡拉什尼科夫突擊步槍。然而，這枝步槍有不少的設計缺陷，其中一個原因是由於I.M.金屬工廠的研發及生產技術能力有限，而另一個原因由於在克羅埃西亞戰爭期間，大部份的製造業都受到影響，品質是早期產品之中最大困擾的問題。但儘管如此，仍然為公司提供了寶貴的學習經驗，並且為後來新型步槍的研發奠定基礎。後來曾經在1996年，1999年和2004年展示過更多的原型槍。在1990年代中期，就曾經對一枝延遲後座的型號進行過測試，但結果仍不能令人滿意，結果它被一種類似M16步槍的設計所取代。
經過了開發週期，最終在大約2003年開始展示了關於目前版本的VHS突擊步槍的消息。在2005年，HS Produkt公布了一枝外表與以色列IMI塔沃爾TAR-21非常相似的新型原型槍，並提交給前克羅地亞國防部長貝里斯拉夫·隆卓佛克測試。然而，隨後生產型號和2004年的原型槍之間的差異卻是90％以上。

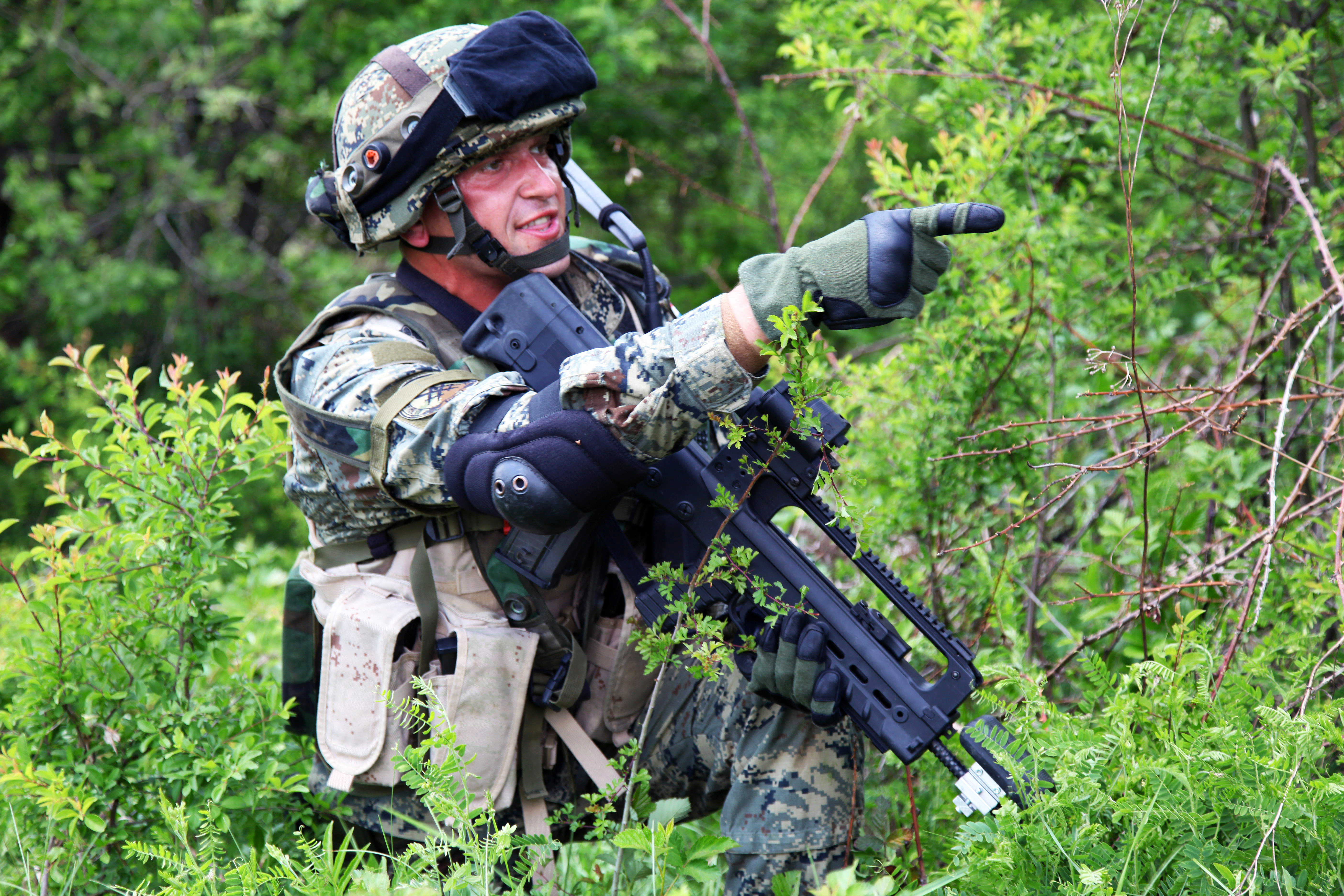
在一次訓練中，手持VHS-D突擊步槍的克羅地亞士兵。

### 通過
2007年11月19日，克羅地亞國防部訂購一批共50枝步槍給予在目前部署阿富汗的國際安全援助部隊的克羅地亞特遣隊以進行實戰測試。大規模生產將會在2008年年底開始，並進行現場測試，預計已經完成。其他國家，包括科威特和委內瑞拉已經表明有興趣購買一批VHS突擊步槍，因為HS Produkt的其中一種很流行的手枪，HS2000（在美國以春田XD半自動手槍為名銷售）很受歡迎。
2008年11月24日，HS Produkt公司介紹了當時VHS突擊步槍的最終版本。第一批共40枝步槍已出廠並且用於測試。最初的測試階段後，再生產了1,000 枝步槍。並且在2009年的首3個月由克羅地亞士兵進行其測試工作。在確定性能優秀以後，克羅地亞軍隊再訂購另外2,000枝步槍投入服役。而到了2012年，VHS步槍成為克羅地亞軍隊的全新官方制式步槍；2013年，克羅地亞軍隊有3,600枝VHS步槍正在服役；2014年底，最後一批2,000枝步槍亦交付給克羅地亞軍隊，同時取代各種服役多年的AK和AKM的衍生型。
根據克羅地亞軍隊的規定，他們要求17,000枝全新的突擊步槍，但隨著VHS-2步槍的推出，極有可能會讓克羅地亞軍隊將會把所有的訂單都轉移到該步槍上。克羅地亞軍隊的一個長期的規定要求50,000枝突擊步槍，即使一直以來都沒有出口訂單，仍可確保VHS-2步槍的長期生產，但美國國防部已經提出訂購500枝VHS步槍，未來的訂單數量有可能會提高。
2009年5月12日，時任克羅地亞國防部長的布兰科·武凯利奇證實VHS突擊步槍已經成功完成所有的破壞性測試。5月15日，克羅地亞國防部正式向HS Produkt公司以平均10,700克羅埃西亞庫納（約€1,450）一枝的價格訂購第一期的1,000枝VHS突擊步槍（包括兩種的衍生型）。根據2011年臨時預算，預計購入3,000枝步槍。

## 設計細節
雖然對VHS步槍初期的信息仍然有點粗略，但是在2005年的時候顯示至少有兩個原型製作了：其中一個表面上類似於法国制式步槍FAMAS，而另外一個類似於以色列IMI製的塔沃爾TAR-21槍族，拉機柄設置在槍身左前部，其握把護環兼前握把下方還設置了一個可以收納於其中的小型兩腳架。但從2008年12月最新發布和VHS有關的照片顯示，類似FAMAS設計的原型已成功通過。
VHS和南非的CR-21、法国的FAMAS、比利时的FN F2000和FN P90、以色列的IMI塔沃爾TAR-21、伊朗的KH2002、俄罗斯的OTs-14、中国的QBZ-95和QBB-95、英国的SA80、新加坡的SAR 21、奥地利的斯泰爾AUG和斯泰爾ACR一样采用了犢牛式设计。其犢牛式槍械設計首次使用於1940年時，英国研制的EM-1和EM-2突擊步槍。犢牛式槍械的設計是，把槍機等的主要部件放在手槍握把的背後，從而縮短了總長度而不縮短槍管長度。VHS拥有卡宾枪的长度以及步枪的枪口动能，无托设计同样将士兵的轮廓最小化，并增加了士兵在巷战之中的灵活性。
VHS-D步槍總長度是765毫米，連一根500毫米的槍管，並且裝有刺刀座，並且可以發射22毫米槍榴彈；VHS-K卡賓槍總長是665毫米，連一根410毫米的槍管，並且取消了刺刀座。這枝步槍亦大量使用新型聚合物製成的部件，令各種報告都指出本步槍的整體重量是在2.3公斤至3公斤之間（以空槍計算）。
VHS步槍採用了長行程活塞氣動式操作系統及轉拴式槍栓閉鎖機構。其快慢機設置在扳機護環內部，將快慢機撥桿設置向左時為全自動模式，設置向右時為半自動模式，設置居中時為保險模式。
正如VHS步槍的犢牛式设计，彈匣插座就在手槍握把之後，其樣式為長方形，彈匣扣／釋放按鈕設置在其後部。VHS的拉機柄就收藏在提把之下，設計現成和HK G36一樣可左右轉動以便從左右方向拉動槍機。其拋殼口外圍帶有連著的拋殼擋板，分別設於上、下和後三個方向，以防止其拋殼方向不穩定。而其托腮板為從槍托底部到提把後部的通貫式設計。
早期的項目獲得了創新獎iKA是因為一個有創意和有趣的特別功能，一種特別設計的直接導氣操作系統。利用主導氣孔旁的另一個主導氣孔所取得部分由射擊所產生的高壓瓦斯氣體，並推動在槍機後面的間隔，槍機本身會產生一種「充氣緩衝作用」，利用高壓的瓦斯氣體使槍機的後坐速度減慢，直到最後槍機因為氣體緩衝作用以下停止，防止槍機和機匣尾部或機械緩衝裝置出現碰撞，大大降低後座力及更容易控制枪械，甚至可以單手、兩點（手與肩頭）控槍射擊。不過正在生產階段的VHS步槍是由舊式但是在結構上比較牢固的長行程活塞氣動式操作系統，而且不會再裝有該直接導氣系統；而且，該系統並未進行過任何的測試，以確定該系統的設計有沒有問題（如果子彈的裝藥品質差劣的話，則容易造成導氣管與槍機產生嚴重的積碳，導致與M16步槍相同的故障）。但是根據保存在欧洲專利局的項目所得，似乎這是源於對相關數據的一種誤解，即是將兩個不同的特徵二合為一起來：一部份類似於Pecheneg的強制氣冷系統，而另一部份則類似於Ultimax 100的機械緩衝系統的概念，後者更是曾經在克羅地亞獨立戰爭期間克羅地亞使用的武器。但事實上其機械緩衝系統亦只在概念上類似，與後者亦不完全相同，儘管Ultimax 100在克羅地亞軍械庫之中仍然有存貨。
一些有专利制度的國家還有可能會出現一些既不像直接導氣也不像短行程活塞和長行程活塞傳動的「Vehesica」式作品，但看起來又很像FN SCAR的「Tappet式」氣體閉鎖系統（事實上，FN SCAR的這個氣體閉鎖系統亦類似早期的M1卡宾枪）。在那裡，它也是另一個在設計工作上具一些所述的功能的先例，但它在第一個真正的測試之後被駁回，所以也有可能認為「充氣緩衝作用」是代替該前型號的功能。
自研製的過程中，VHS所使用的操作系統類型亦經歷過多次的改變，因而容易出現混亂。第一款使用了卡拉什尼科夫樣式的長行程活塞氣動式，但它在1999年被改為FAMAS的槓桿延遲反沖系統。下一年，它又被修改而變成具有強制氣冷系統的直接導氣緩衝系統，在槍機後面的間隔形成了氣墊作用。由於該形態的VHS是在2000年獲得專利，這給人一種充氣緩衝功能的印象。這種型號已知一直至2005年仍被公開。直到在2004年，最後和當前VHS的操作系統改為短行程活塞氣動式系統。

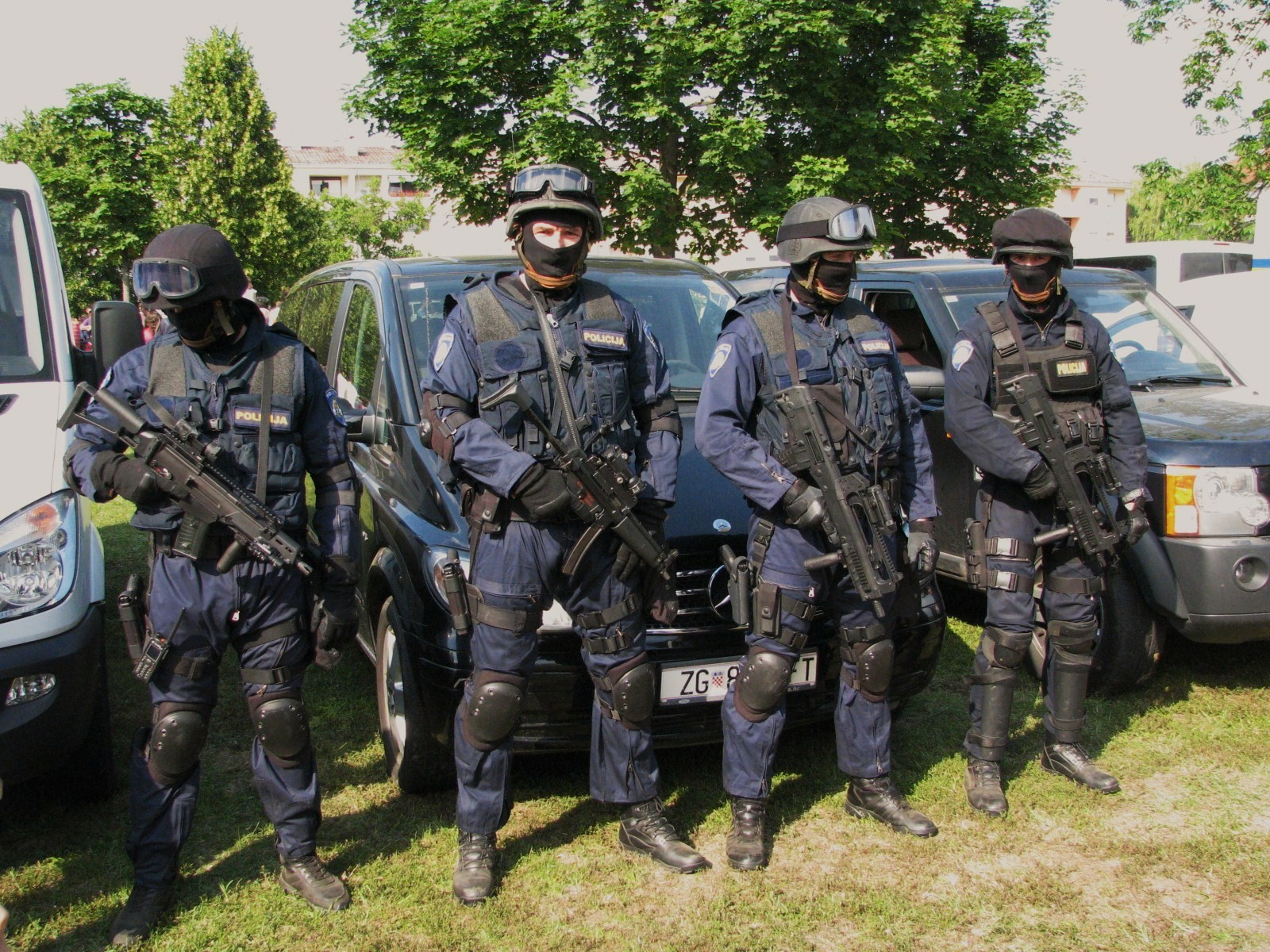
右側使用VHS突擊步槍的克羅地亞內政部武裝人員。

考慮到說專利是從2007年，這是不能肯定會有多少枝大量生產的步槍的設計是有所不同，但HS Produkt公司也曾經研製過並現在生產最暢銷的HS2000半自動手槍，一把具有強大適應能力和與現有功能結合在一起的創新模式的手槍。
和各種目前流行的机枪、步枪及冲锋枪一樣，VHS步槍亦可利用護木的左右和底部以及提把的左右和頂部上都設有預留安裝戰術導軌片的預鑽洞，讓使用者以每兩顆安裝螺絲的方式裝上MIL-STD-1913戰術導軌片（頂部為戰術導軌座），以便安裝對應導軌的戰術燈、雷射瞄準器、垂直前握把、兩腳架、40毫米榴彈發射器（例如M203，亦有其專用的VHS-BG）、日間／夜間光学瞄准镜、紅點鏡／反射式瞄準鏡、全息瞄準鏡、棱鏡式瞄準鏡、夜視鏡或熱成像儀這些戰術配件。一般提把亦可以轉換為全尺寸戰術導軌型提把以便串連式安裝光學瞄準具，前後串連式安裝配置模式可以擴大瞄準具附件的加裝應用模式。
此外，克羅地亞軍隊在克羅地亞獨立戰爭所得到的實戰經驗亦影響了該步槍研發的計劃：VHS突擊步槍可能是唯一一枝具有同時適用於榴彈發射器和步槍用榴彈的標準型整體式瞄準具的現代突击步枪。
VHS於進行使用壽命測試中，在發射了50,000發以後沒有出現任何主要零部件斷裂。槍口具有鳥籠式消焰器，並可用以發射步槍用榴彈。就像FAMAS，它具有滑動式榴彈吊引導桿和以高角度發射步槍用榴彈時從內到側轉至45度或75度用以瞄準的側式槍榴彈瞄準標尺，但該標尺被安裝在VHS的提把底部而非在其之下。該步槍和卡賓槍具有不同的氣體調節器，兩者皆具有三個設置，並可在按下後120度旋轉的調節：正常、高（更大的開口以發射低膛壓彈藥）和關閉（用於發射步槍用榴彈）。

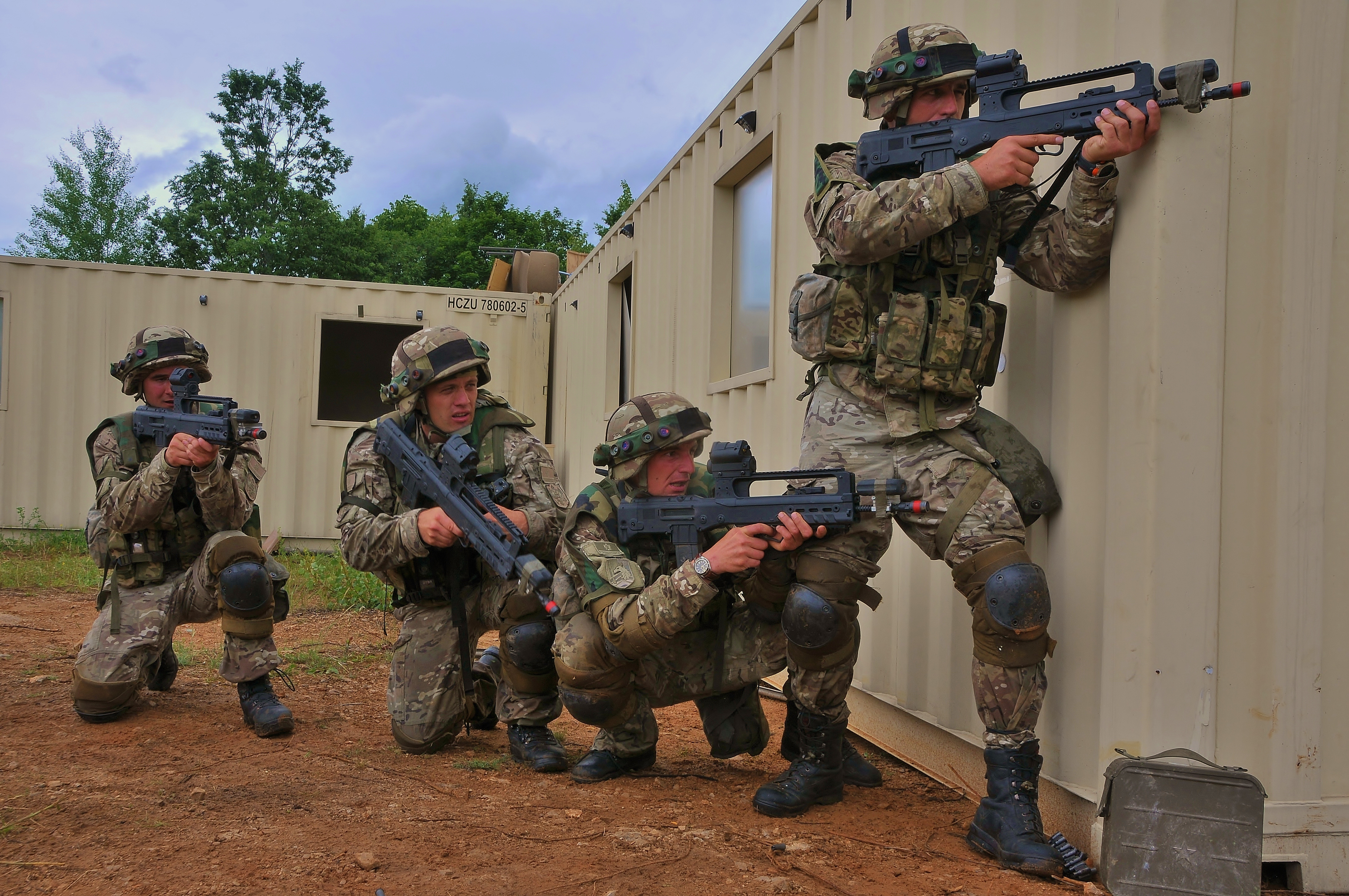
使用VHS突擊步槍進行訓練的黑山軍隊士兵。

VHS的其中一個缺失是人體工學差劣。快慢機具有三個位置，分別是保險、半自動和全自動射擊，但沒有三發點放模式選項。生產型號步槍的快慢機設置於扳機護環裡面。改變發射模式對於VHS而言是一件很困難的事，因為曲柄必須在其中一個發射模式被選中之前進行一個很大距離的旋轉。它也只能讓右手使用；機匣只能從右側拋出彈殼，而且在朝向後側拋出以後急劇下降。甚至還有例子是空彈殼視乎射手手肘的定位還有機會擊中射手的手臂。最後一個不尋常的特徵是，位於提把的中央底部的非往復運動式拉機柄非常靈活，以從兩側拉伸。
另外，無論是類似FAMAS的設計還是類似TAR-21的設計，VHS步槍都只有向著右方的拋彈殼口而沒有向著左方的拋彈殼口，這使得習慣用左手的人被迫改為用右手（有著相同設計思想的還有英国的SA80）。然而，以強制士兵的射擊姿勢為右手操作為前提，消除額外零件所造成的重量以達到輕量化的目標而言，這也是個正確的設計。事實上，拉機柄、彈匣釋放按鈕和槍背帶環都可以左右兩用，而快慢機設置於手槍握把的左邊，可以用右手的拇指輕鬆操作。
在2008年所推出的型號顯示，VHS所兼容的是STANAG彈匣。但在不久之後，卻改為配用HK G36的30發透明塑料彈匣。之所以改用HK G36的彈匣是因為克羅地亞軍隊的HK G36系列步槍（其中VHS將取代）存貨要比M16型步槍還要多。

## 首次展示步槍
2009年5月28日，VHS突擊步槍首次在HS Produkt工廠所在的城市，卡爾洛瓦茨以克羅地亞軍隊和克羅地亞陸軍成立開放日正式展示。當天曾經出席開放日的官員說，介紹VHS步槍這枝新武器的就是研發者馬爾科·武科維奇本人。任何在場的一般民眾、克羅地亞軍警和克羅地亞士兵亦可訪問這枝步槍的相關資料和他們的基本組成零件。這枝VHS步槍在展示期間的優秀簡介和傳謀對於VHS步槍的簡介報告，都令在場的民眾、軍警和士兵對於VHS步槍留下好的印象，有利VHS步槍升值。

## VHS-2
在2013年4月，克羅地亞斯普利特的亞得里亞海防務及航空展（英語：Adriatic Sea Defense & Aerospace，簡稱：ASDA）之中，VHS的改進型VHS-2由HS Produkt首次向公眾展出。HS Produkt VHS-2意為「第2代VHS突擊步槍」。新武器是VHS步槍的改進版本，保留了它的犢牛式設計、口徑和槍管長度，以及內部機構，但同時引進了新的設計，包括更傳統的射擊模式選擇器，重新設計的提把，可調節長度的四段固定位置型伸縮式槍托，以及靈巧的拋殼系統，可在不到一分鐘以內配置為左或右側拋殼，使人體工學比原槍出色。

## 春田惡徒
為春田公司生產的VHS-2半自動民用型版本，於2022年1月推出。

## 使用國
- 阿尔巴尼亚
  - 阿爾巴尼亞國家警察（英语：Albanian State Police）
- - 波斯尼亞警察特別單位
- [25]
  - 克羅地亞軍隊
  - 克羅地亞共和國內務部
- 法國：出於測試用途而購入數百把步槍，最終沒有採用。 [26]
- 伊拉克[27]
  - 伊拉克地面部隊（英语：Iraqi Ground Forces）
    - 伊拉克特種作戰部隊

  - 伊拉克警察（英语：Iraqi Police）
- 伊拉克库尔德斯坦[27]
  - 佩什梅格
- 北馬其頓
  - 特警單位
- 叙利亚[28]
- 多哥
  - 多哥陸軍

## 流行文化

### 电影
- 2019年—：首度在銀幕上出現，型號為K2型，由國際恐怖主義組織「伊特昂」成員、路克·賀斯（Luke Hobbs，巨石強森飾演）、狄卡·邵（Deckard Shaw，傑森·史塔森飾演）和MI6哈蒂·邵探員（哈蒂·邵，凡妮莎·寇比飾演）所使用。

### 電子遊戲
- 2007年—《穿越火線》
- 2013年—：型號為VHS-D2，命名為“Lion's Roar”。
- 2013年—
- 2018年—：型號為VHS-D2，命名為“BP-2”。
- 2019年—
- 2019年—《叛亂：沙漠風暴》：型號為VHS-D2，命名為“VHS-2”，能夠由安全部隊陣營所使用。
- 2021年—《極地戰嚎6》：型號為VHS-D2，命名為“BP-2”，預設30彈容，奇怪的有三發點射功能，可加裝膛口裝置、瞄具、外紅點
- 2022年—：第四季實裝，型號為VHS-K2，具備來自MSBS Grot B的上機匣導軌和春田兵工廠Hellion的扳機護環，命名為“Tempus Razorback”。

## 資料來源
1. 1 2 3 4 5  Šoštarić, Eduard. . Nacional. 2009-06-16, (709)  [2010-09-27]. （原始内容存档于2012-07-11） （克罗地亚语）.
2. ↑  Vejnović, Saša. . Poslovni dnevnik. 2008-11-25  [2009-01-18]. （原始内容存档于2009-04-30） （克罗地亚语）.
3. ↑  . Karlovački tjednik. 2008-11-27  [2009-01-18]. （原始内容存档于2011-07-21） （克罗地亚语）.
4. 1 2 3 4 5 6 7 8 9 10  .   [2015-02-14]. （原始内容存档于2015-02-14）.
5. 1 2 3 4 5 6 7 8 9 10  .   [2015-02-14]. （原始内容存档于2015-02-14）.
6. 1 2 3 4 5 6 7 8 9 10 11  .   [2015-02-14]. （原始内容存档于2015-02-14）.
7. 1 2 3 4 5 6 7 8 9 10 11  .   [2015-02-14]. （原始内容存档于2015-02-14）.
8. 1 2 3 4 5 6 7 8  Vlahović, Domagoj. . Hrvatski vojnik (Zagreb: Ministry of Defense of the Republic of Croatia). November 2008, (216)  [2010-09-27]. ISSN 1333-9036. （原始内容存档于2011-07-23） （克罗地亚语）.
9. 1 2  Eduard Šoštarić. . 2008-11-22  [2009-01-18]. （原始内容存档于2012-07-01） （克罗地亚语）.
10. ↑  .   [2015-02-14]. （原始内容存档于2015-02-14）.
11. 1 2 3 4  .   [2009-02-16]. （原始内容存档于2021-07-23）.
12. ↑  .   [2023-11-03]. （原始内容存档于2023-11-03）.
13. 1 2 3 4 5  Vlahović, Domagoj. . Hrvatski vojnik (Zagreb: Ministry of Defense of the Republic of Croatia). June 2009, (244)  [2010-09-28]. ISSN 1333-9036. （原始内容存档于2010-10-28） （克罗地亚语）.
14. 1 2  . world.guns.ru.   [2010-09-30]. （原始内容存档于2010-08-19）.
15. ↑  （克羅埃西亞文）—.   [2016-06-25]. （原始内容存档于2012-03-04）.
16. ↑  Novih 50.000 jurišnih pušaka izbacuje kalašnjikove iz vojske （页面存档备份，存于） （克羅埃西亞文）
17. ↑  .   [2009-01-18]. （原始内容存档于2008-02-01） （克罗地亚语）.
18. ↑  .   [2015-02-14]. （原始内容存档于2022-03-11）.
19. ↑  . Jane's Information Group. 2008-07-11  [2009-01-18]. （原始内容存档于2009-05-18）.
20. ↑  Orešić, Boris. . Globus. 2007-11-09, (883): 84–88 （克罗地亚语）.
21. 1 2 3 4  Croatian VHS （页面存档备份，存于） - SAdefensejournal.com, 4 January 2013
22. ↑  Tabak, Igor. . obris.org. 2013-05-20  [2013-06-07]. （原始内容存档于2020-09-24） （克罗地亚语）.
23. ↑  . defender.hr. 2013-04-26  [2013-07-06]. （原始内容存档于2013-04-30） （克罗地亚语）.
24. ↑  . 18 January 2022  [2023-11-03]. （原始内容存档于2022-10-07）.
25. ↑  .   [2016-04-17]. （原始内容存档于2016-03-03）.
26. ↑  .   [2016-06-25]. （原始内容存档于2016-07-07）.
27. 1 2  .   [2015-01-23]. （原始内容存档于2015-09-29）.
28. ↑  .   [2016-04-17]. （原始内容存档于2016-06-20）.

## 外部連結
- （克羅埃西亞文）—Eduard Šoštarić. . 2008-11-22  [2009-01-18]. （原始内容存档于2012-07-01）.
- （克羅埃西亞文）—Predstavljena nova hrvatska jurišna puška （页面存档备份，存于）
- （克羅埃西亞文）—Hrvatski VHS: Laka jurišna puška ulazi u vojni arsenal
- （克羅埃西亞文）—Hrvatski bum vojne industrije
- （英文）—Agencija Alan—Crotian arms exporter
- （英文）—VHS RIFLE[永久]（世界知识产权组织專利檢索）
- （英文）—VHS ASSAULT RIFLE（世界知识产权组织專利檢索）
- （英文）—Modern Firearms—
  - VHS assault rifle
  - VHS D2 K2 / VHS-2 assault rifle
- （英文）—The Firearm Blog.com—
  - New Croatian VHS assault rifle
  - HS Produkt VHS assault rifle
  - HS Produkt VHS Rifle
  - HS Produkt VHS-2 Assault Rifle
  - Croatian VHS-2 To Enter French Rifle Competition（页面存档备份，存于）
  - A Short (Stroke) History of Tappet Operation, Part IV: Post-War Tappets（页面存档备份，存于）
  - Croatian Products at IDEX
  - The VHS-2 Has a Stock Designed for Giants
- （英文）—Tactical-Life.com—
  - Foreign Firepower: Croatian VHS 5.56mm Bullpup
  - 8 ‘Guns of the Elite’ From SPECIAL WEAPONS 2015（页面存档备份，存于）
- （英文）—Jane's （页面存档备份，存于）
- （英文）—Security Arms—Croatian VHS Assault Rifle （页面存档备份，存于）
- （英文）—Defence Professionals—Croatian Army presents new VHS 5.56 assault rifle[永久]
- （英文）—Military, Security and Civilian Guns and Equipment—HS Produkt VHS (Visenamjenska Hrvatska Strojnica)
- （英文）—Small Arms Defense Journal－ASDA 2013 – HS Produkt VHS-2 & XDs
- （英文）—The Blogmocracy－New Croatian VHS-2 assault rifle
- （英文）—YouTube上的hs produkt vhs 2
- （英文）—YouTube上的Small Arms Defense Journal: ASDA 2013 -- HS Produkt VHS-2
- （波兰語）—Premiera chorwackiego VHS
- （简体中文）—D Boy Gun World（槍炮世界）—克罗地亚VHS突击步枪 （页面存档备份，存于）